# Canopus (mythologie)
Canopus (Oud-Grieks: Κάνωπος of Κάνωβος) was volgens de Griekse mythologie de stuurman van Menelaos. Hij kwam om door een slangenbeet toen Menelaos Egypte aandeed. Menelaos bouwde een grote graftombe voor hem en de Grieken stichtten een plaats die naar hem Canopus werd genoemd. Ook de ster Canopus, de op een na helderste ster, is naar hem vernoemd. 
Het verband tussen de plaatsnaam Canopus en de stuurman van Menelaos wordt pas laat in de traditie gelegd onder andere door Tacitus (Annalen II, 60, 1), Plinius de Oudere (Nat. Hist. V, 128) en Dictys Cretensis (VI, 4). In oudere bronnen over Menelaos is er echter geen sprake van. Volgens de Odyssee van Homerus (III, 276-285) had Menelaos een stuurman Phrontis, de zoon van Onetor, die omkwam bij Kaap Soenion. Herodotus (II, 113-120) bespreekt uitvoerig het verhaal dat Paris na de ontvoering van Helena uit de koers was geslagen en in Egypte terechtkwam bij koning Proteus. Menelaos zou daarna op zoek gegaan zijn naar Helena in Egypte, maar zijn stuurman, noch diens dood worden door Herodotus vermeld.